# 东义河
东义河，是中国长江流域的一条河流，汇入水落河，属于金沙江水系。河长120千米，流域面积3000平方千米，年均流量40立方米每秒。自然落差2600米。水能理论蕴藏量36万千瓦。